# Примак Григорій Йосипович
Григорій Йосипович Примак (нар. 21 жовтня 1924, Київ — пом. 8 червня 1973, Київ) — український радянський художник-оформлювач; член Спілки радянських художників України.

## Біографія
Народився 21 жовтня 1924 року в місті Києві (нині Україна). Брав участь у німецько-радянській війні. Нагороджений орденом Червоної Зірки. Упродовж 1946—1949 років навчався у Харківському художньому інституті.
Жив у Києві в будинку на вулиці Будівельників, № 36, квартира № 62. Помер у Києві 8 червня 1973 року.

## Творчість
Працював у галузі мистецтва художнього оформлення. Серед робіт:
- проєкти та художнє оформлення павільйону Української РСР на Міжнародному ярмарку в Марселі у Франції (1960);
- оформлення головного павільйону на Виставці передового досвіду в народному господарстві Української РСР (1961);
- оформлення павільйону Української РСР на Міжнародній виставці в Загребі у Югославії (1961);
- оформлення ювілейної виставки Тараса Шевченка в різних зарубіжних країнах (1964);
- оформлення павільйону «Наука» на Виставці передового досвіду в народному господарстві Української РСР (1965);
- оформлення розділу Української РСР в павільйоні СРСР на Міжнародній виставці в Лейпцигу у Німецькій Демократичній Республіці (1968);
- оформлення павільйонів «Товари народного вжитку» та «Наука» на Виставці передового досвіду в народному господарстві Української РСР (1967—1969).